# Nattevagten 2 - Dæmoner går i arv
|  | For andre betydninger, se Nattevagten |
Nattevagten 2 - Dæmoner går i arv er en dansk gyserfilm fra 2023 instrueret af Ole Bornedal.
Filmen er en fortsættelse af Bornedals film Nattevagten fra 1994.

## Medvirkende
- Fanny Bornedal som Emma
- Nikolaj Coster-Waldau som Martin, Emmas far
- Kim Bodnia som Jens
- Paprika Steen som kommissær Kramer
- Alex Høgh Andersen som Frederik
- Sonja Richter som Gunver
- Ulf Pilgaard som Kriminalinspektør Wörmer
- Nina Terese Rask som Maria
- Sonny Lindberg som Sofus
- Christopher Læssø som Johan
- Casper Kjær Jensen
- Niels Anders Thorn
- Vibeke Hastrup som Lotte
  - Rollen som Lotte blev spillet af Lotte Andersen i den første film.
- Tina Gylling Mortensen
- Amanda Collin